# 荷兰梵高国家森林公园
上费吕沃国家公园（荷蘭語：Nationaal Park De Hoge Veluwe），常称荷兰梵高国家森林公园，是一座荷兰国家公园，位于海尔德兰省，大部分位于埃德的行政区划内，靠近阿纳姆和阿珀尔多伦。
该公园曾是荷兰最大的私有保护区，是西北欧最大的低地自然保护区。被称为荷兰的绿色瑰宝。占地面积约5500公顷，包括石楠地、沙丘以及疏林。除了拥有荷兰境内最大的森林保护区外，公园内的克勒勒-米勒博物馆因成为世界第二大梵高作品收藏馆而闻名世界。该公园是一座融合自然、艺术与建筑的结晶。

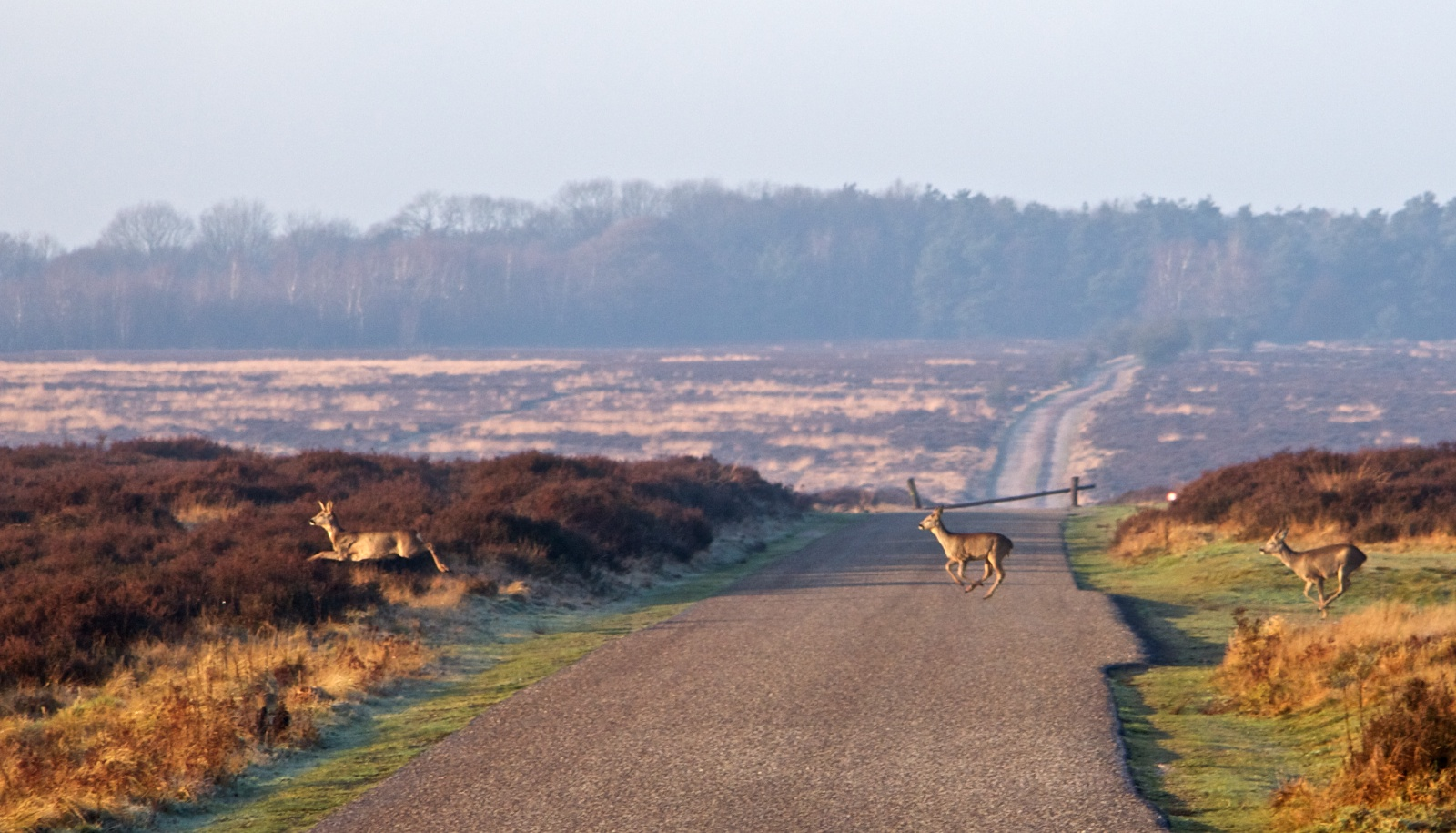
公园美景

## 历史
公园现在作为一处文化遗产，是由安东·克勒勒（Anton Kröller）和海倫·克勒勒-米勒夫妇于二十世纪早期所建立。安东是一位成功的商人，他热衷于狩猎。因此，从1909年，以分阶段的形式购买了上费吕沃（De Hoge Veluwe）狩猎场。而海伦是一位狂热的艺术品收藏家。安东和海伦萌生了一个想法：将自然与艺术相结合以寻求两者的共同利益，于是她开始兴建艺术收藏博物馆。
在1909年至1923年间，公园已初具雏形。公园以栅栏为界，并引进了不少动物（摩弗伦羊，马鹿和野猪）。在此期间，克勒勒-米勒一家的住所，圣胡伯狩猎住宅，也落成了，大量的艺术品被购入。与此同时，为艺术收藏品而建的博物馆也开始动工了。
然而，自1923年起，一场严重的经济危机来袭，夫妇两不得不停止博物馆的建设。可情况持续恶化，致使他们风光不再。在1935年，终于寻求到了解决问题的方案——成立梵高森林国家公园基金会，而公园被作为基金会的一部分。国家政府为基金会提供有息抵押贷款。艺术收藏品被捐赠给国家，同时，政府负责建造博物馆。这也是现今克勒勒-米勒博物館最古老的部分。而今在国家和基金会的共同努力下，梵高国家森林公园和克勒勒-米勒美术馆得以继续运营并不断改善。

## 艺术与建筑
梵高国家森林公园除了迷人的自然保护区还是艺术的殿堂。

### 圣胡伯狩猎住宅（Jachthuis Sint Hubertus）
圣胡伯狩猎住宅，克勒勒-米勒一家的故居，现在是荷兰最具代表性的建筑之一。狩猎住宅的灵感来自于一间英国乡间别墅。这类建筑风格的典型特征是为每位家庭成员专属打造个性房间，如图书馆，吸烟室，化妆室，及台球室。而它的另一个特征就是建筑外形成V字。
圣胡伯狩猎住宅的其他特点成就了它的独特性，而这都缘于亨德里克·彼得鲁斯·贝尔拉赫（Hendrik Petrus Berlage）。对天然石材、琉璃瓦、格子天花板的使用，对几何精度精确的执行，以及对“实用艺术”的综合应用成就了这一切。对贝尔拉赫来说，每一个细节都需要严格把控，因为任何一个环节马虎或出错都会导致背离设计。贝尔拉赫希望完整地实现他的设计，因此在施工中不肯对影响设计的任何细节让步，这导致了他与海伦之间频繁发生分歧。而这些分歧致使整个工期拖慢。
狩猎住宅独具特色的塔楼是典型英式乡村别墅风格的体现。同时，它也是贝尔拉赫建筑设计的一个定义性特征。为将周围乡村美景尽收眼底，是克勒勒-米勒要求加入塔楼的设计。

### 克勒勒-米勒博物馆（Kröller-Müller Museum）
克勒勒-米勒博物馆拥有梵高的近90幅油画作品与180多幅素描作品，使之成为世界上第二大梵高作品展出地。此外，该博物馆也收藏了近现代名家，包括莫奈、修拉、毕加索以及蒙德里安的作品。临时展览既确保了博物馆能跟上所有新近艺术的发展，也能保持了公众对博物馆的兴趣。

## 野生动物与自然景观

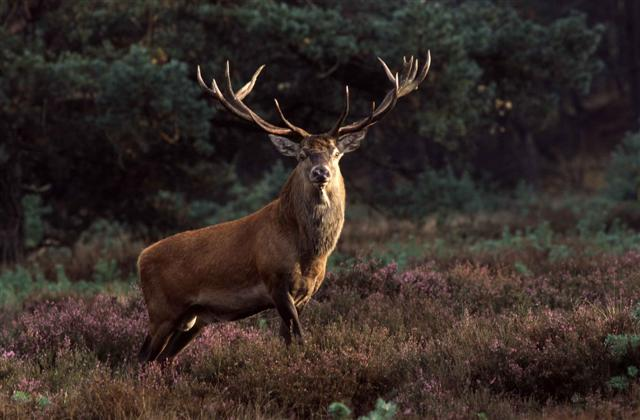
公园中的一只马鹿

公园的不同的自然景观为各类动植物提供了生长环境与栖息地。从珍稀的豹纹蝶到威风凛凛的马鹿，从霾灰蝶到毒蛇草，公园拥有许多名贵珍稀动植物。公园中还有数十种濒危物种，如穗鵖，啄木鸟，田野林蛙，以及草蛇。
春季该公园野生动物数量约略如下：
- 200头 马鹿（Red Deer）
- 200头 西方狍（Roe Deer）
- 50头 野猪（Wild Boar）
- 150头 欧洲盘羊（Mouflon）[8]

其他在该公园发现的物种包括狐狸（fox）、獾（badger）以及欧洲松貂（European Pine Marten）。
除了动物，这里的自然景观也十分奇特。这里同时出现多种地貌，从石楠地与草原，森林到沙丘都可在这里看到。

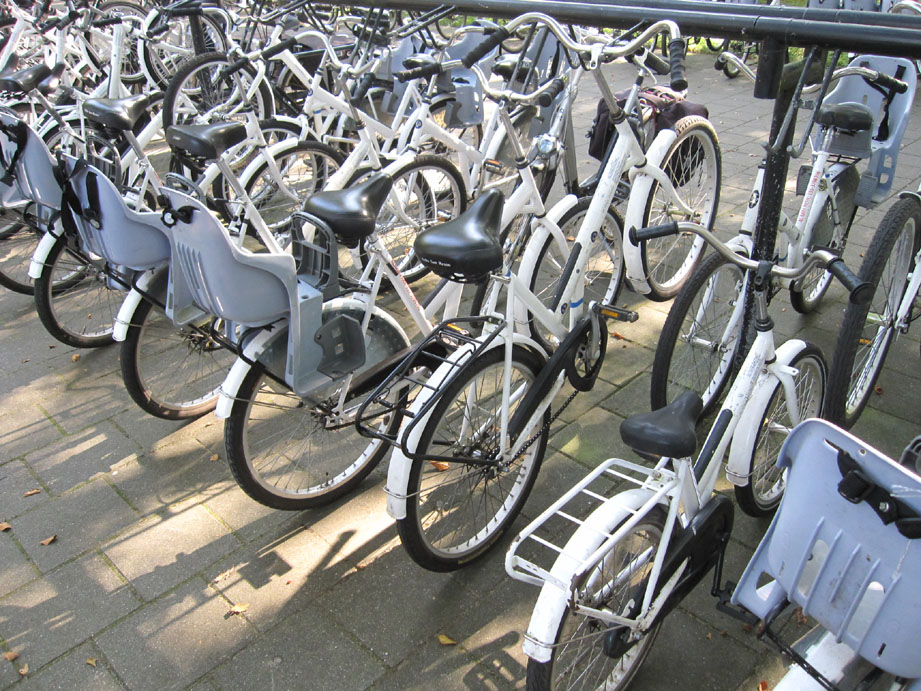
白色自行车

## 布局和内容

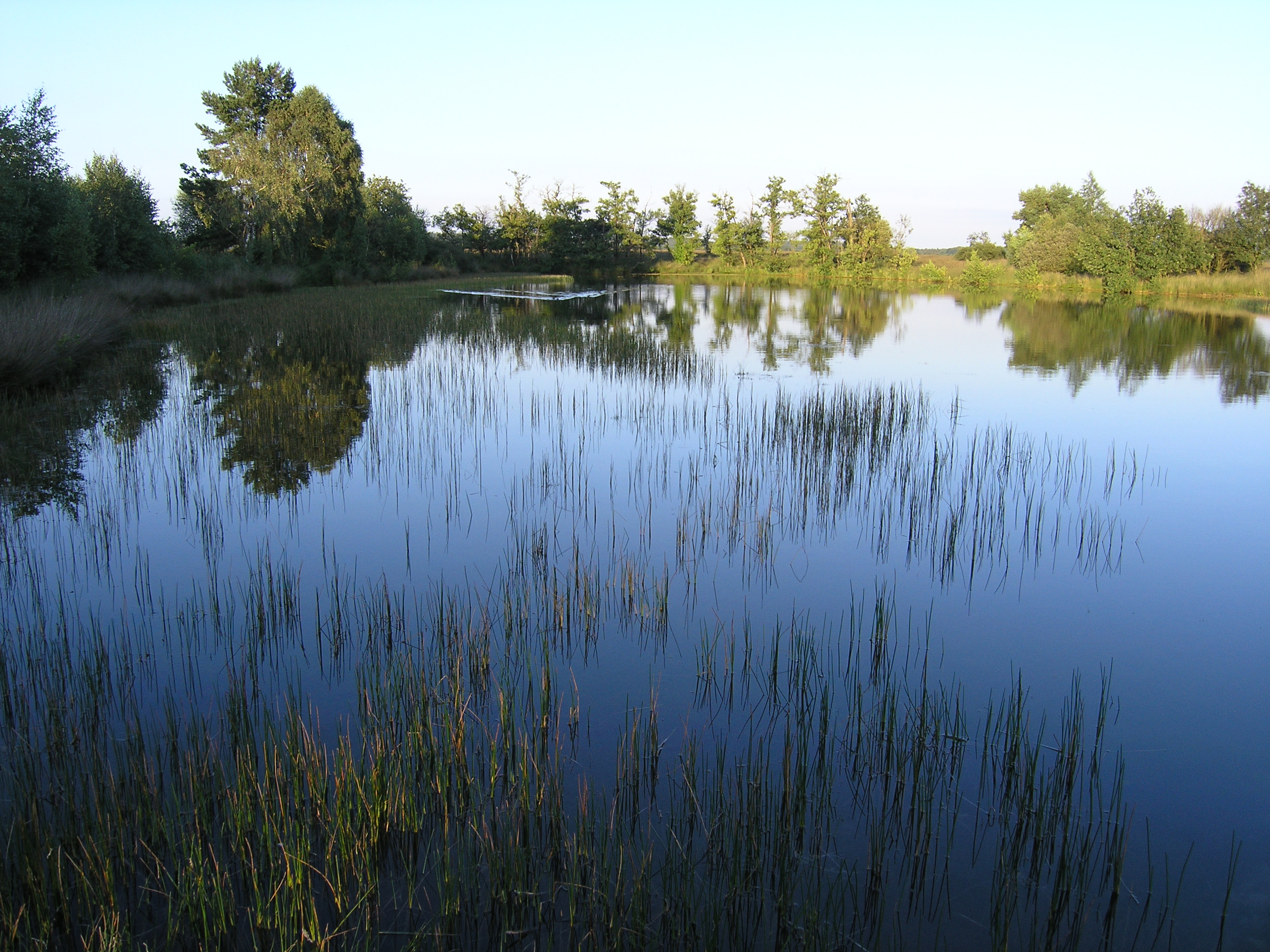
Deelense Was

### 布局
该公园有三个入口，分别位于奥特洛（Otterlo）、洪德洛（Hoenderloo）和斯哈尔斯贝亨（Schaarsbergen）村。公园四周有栅栏环绕。这些以及必须交付的入园费导致了多年以来骑自行车者以及徒步者的抗议，因为他们被迫选择是付费还是绕远路。2007年，各方达成了一项解决方案，骑自行车者只要仅在公园范围内停留时间有限便可以少交入园费。

### 景点

#### 克勒勒-米勒博物馆
公园内有若干引人注目的建筑，克勒勒-米勒博物馆便是其中最知名者之一。该馆藏有克勒勒-米勒夫妇的艺术收藏，并且包括许多艺术家如Vincent van Gogh、Pablo Picasso、Odilon Redon、Georges-Pierre Seurat、Auguste Rodin 以及Piet Mondrian的无数重要作品。

#### Museonder
另一个博物馆Museonder位于公园的参观者中心（visitor centre）旁边，该馆关注费吕韦地下的地质学及生物学。

#### 圣胡伯狩猎住宅

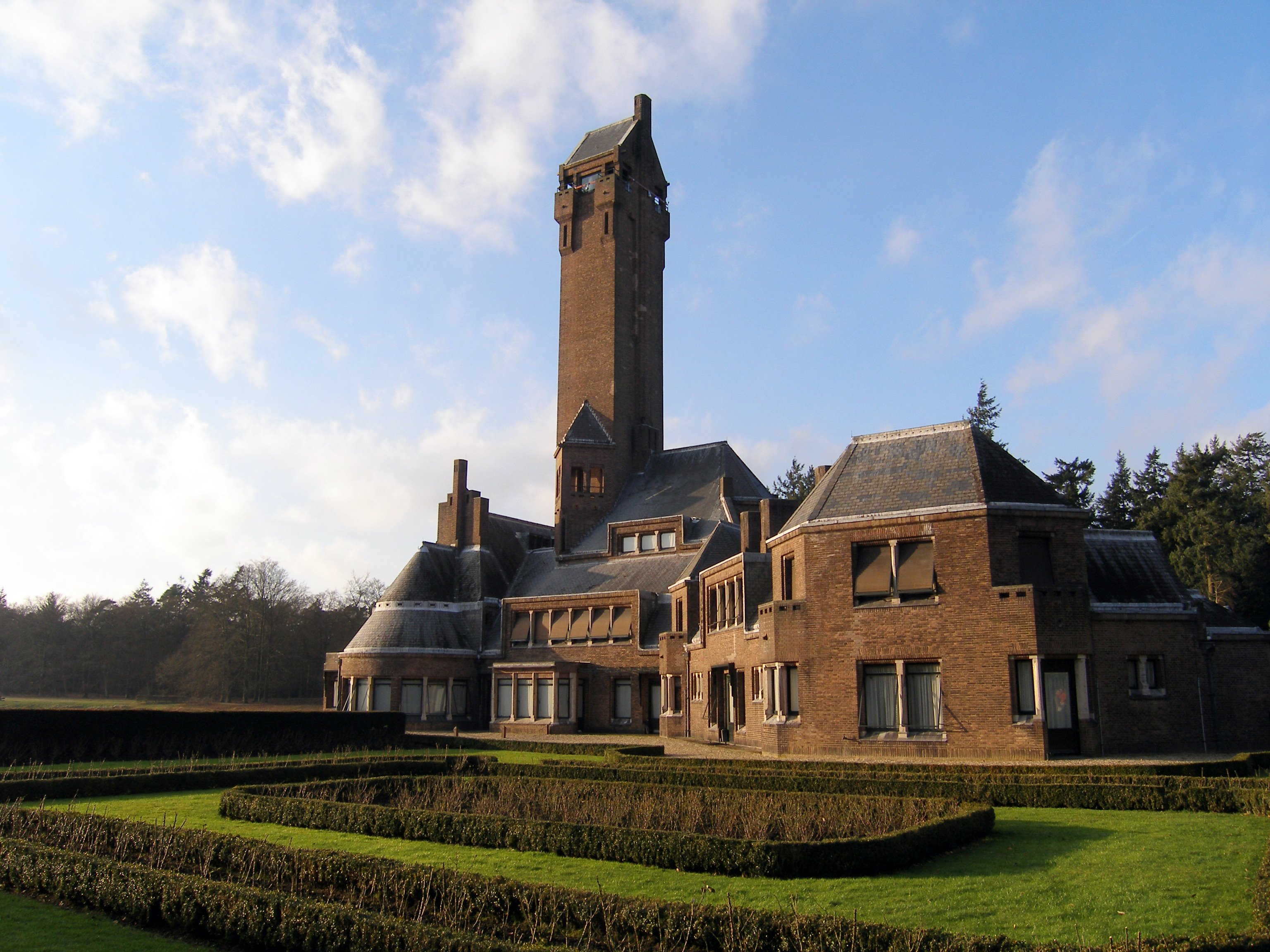
圣胡伯狩猎住宅

圣胡伯狩猎住宅（荷蘭語：Jachthuis St. Hubertus），一称圣胡伯狩猎小屋（荷蘭語：Jachtslot Sint-Hubertus），位于公園北部。该建筑于1914年由建筑师亨德里克·彼得鲁斯·贝拉赫（Hendrik Petrus Berlage）受克勒勒-米勒夫妇委托设计，最初被设计为住宅。

#### 鹿石
鹿石（荷蘭語：Stenen Hert）位于公园内Hertjesweg的一个路口中心，是一头鹿的石雕像。鹿头向北，正对着向圣胡伯狩猎住宅方向去的道路。

#### 克里斯蒂安·德韦特纪念碑

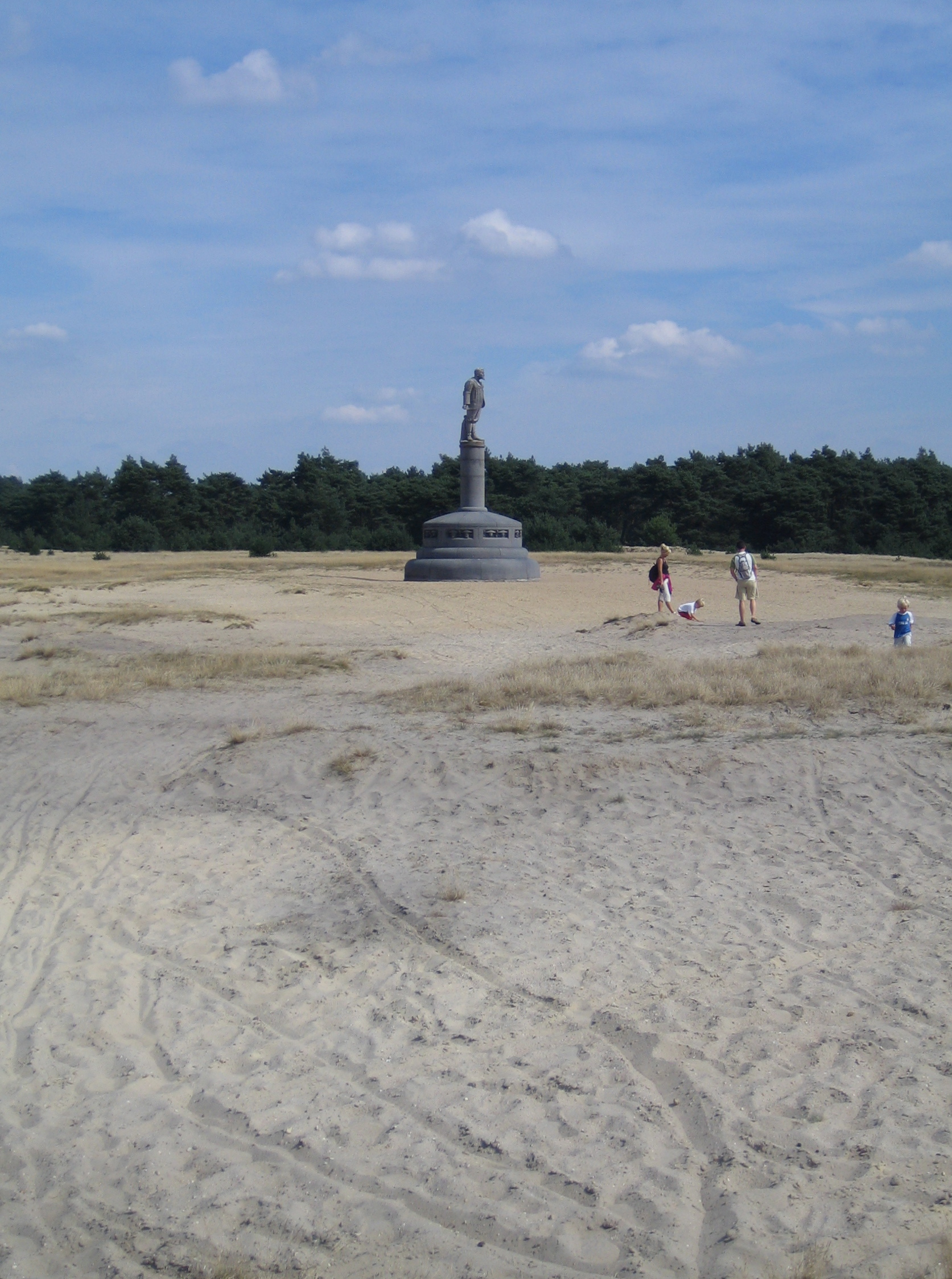
克里斯蒂安·德韦特纪念碑

克里斯蒂安·德韦特（Christiaan de Wet）（1854年-1922年）是布尔战争中布尔人的将军和政治家，也是受克勒勒-米勒夫妇景仰的人物。该纪念碑位于公园西北，由约瑟夫·门德斯·达科斯塔（Joseph Mendes da Costa）设计，于1915年-1922年间建成。

#### Three upright motives

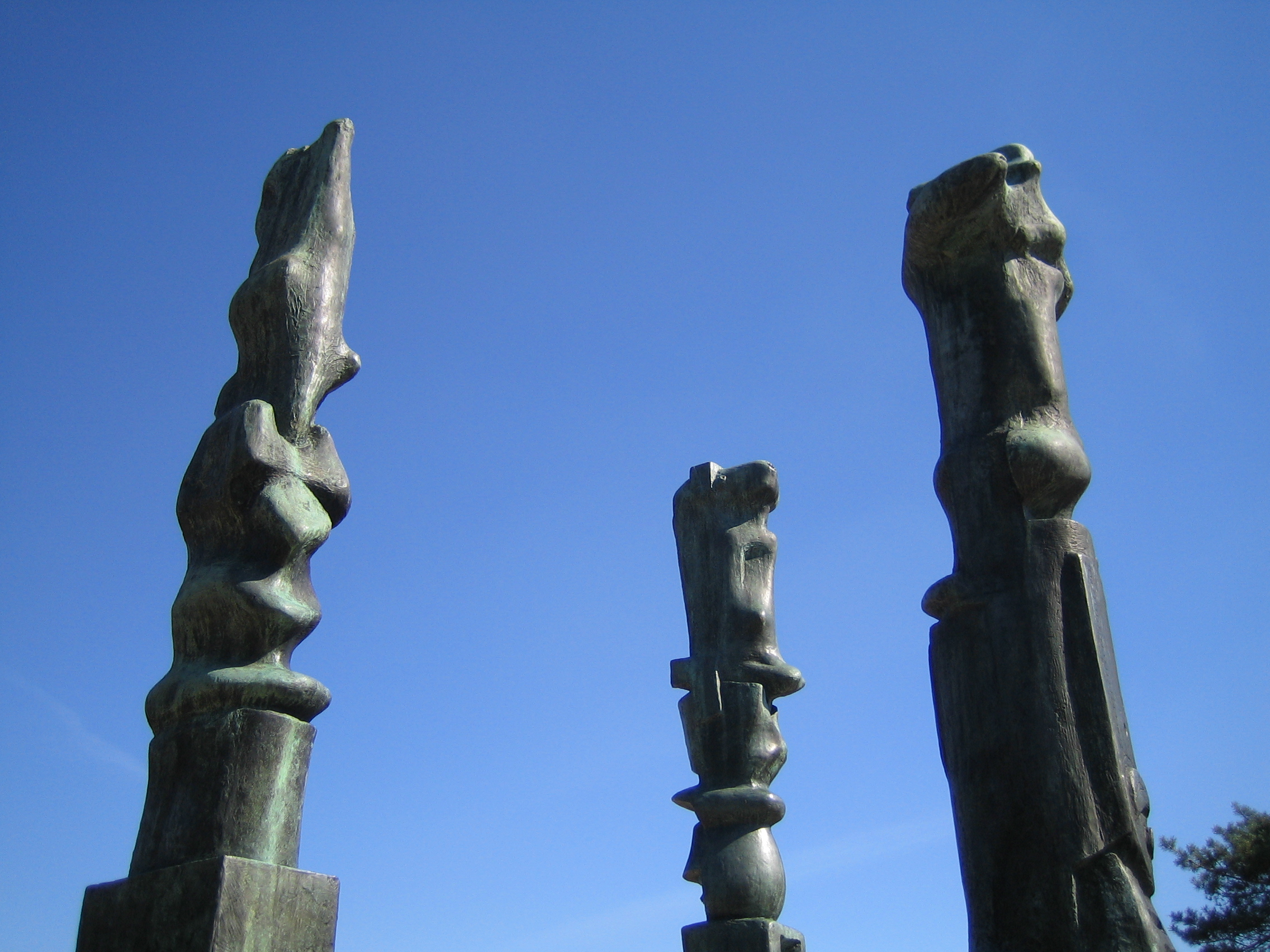
亨利·摩尔, Three upright motives, 1955/1956

这是亨利·摩尔的雕塑作品，位于大博物馆遗址的西南方。作品由平台和三根奇异的柱形物组成。

#### Ohne Titel

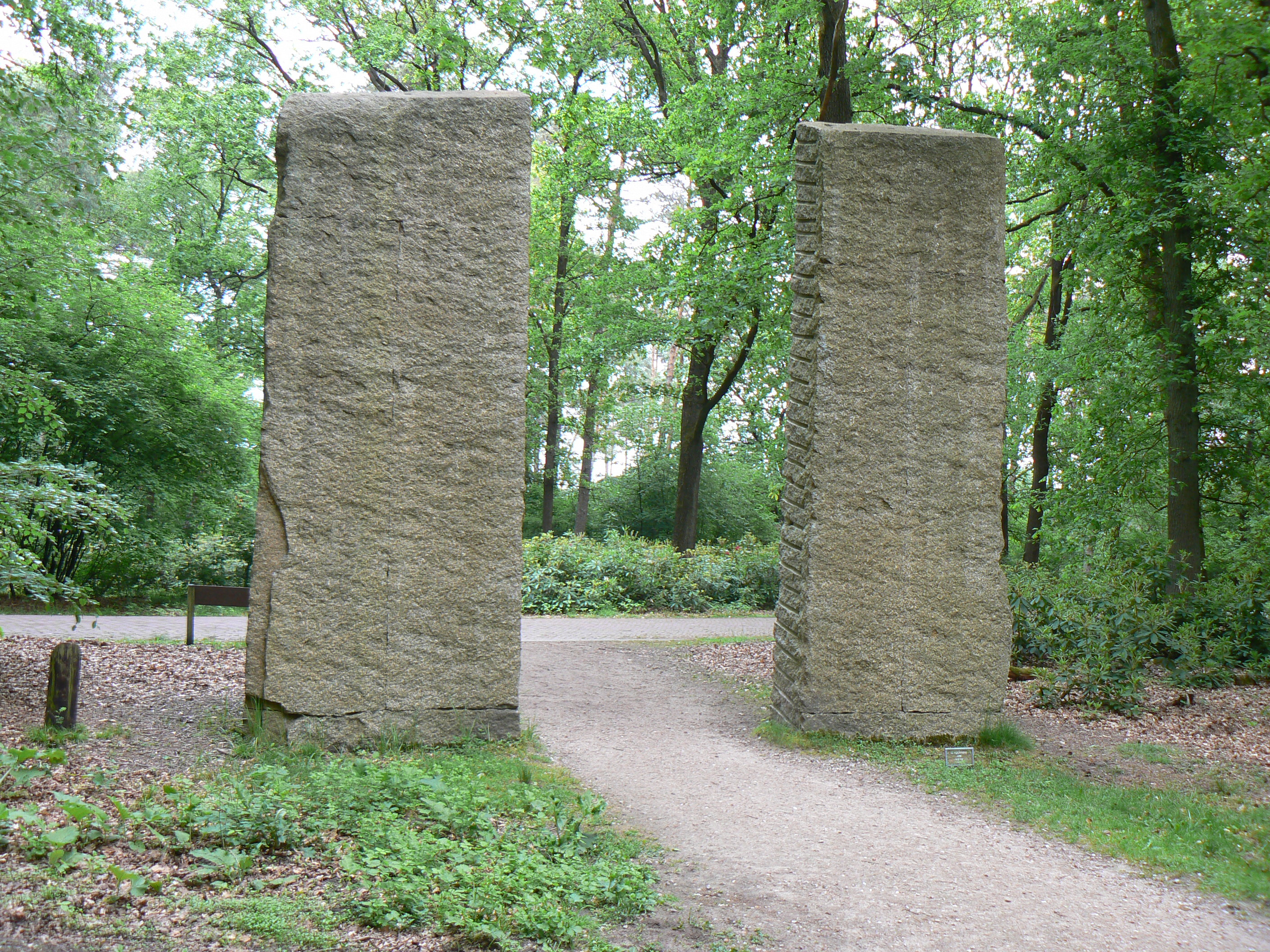
Ulrich Rückriem, Ohne Titel, 1988

这是Ulrich Rückriem创作于1988年的作品。该作品现位于参观者中心东南侧的南北向道路上，形似一门，夹道而立。

## 白色自行车

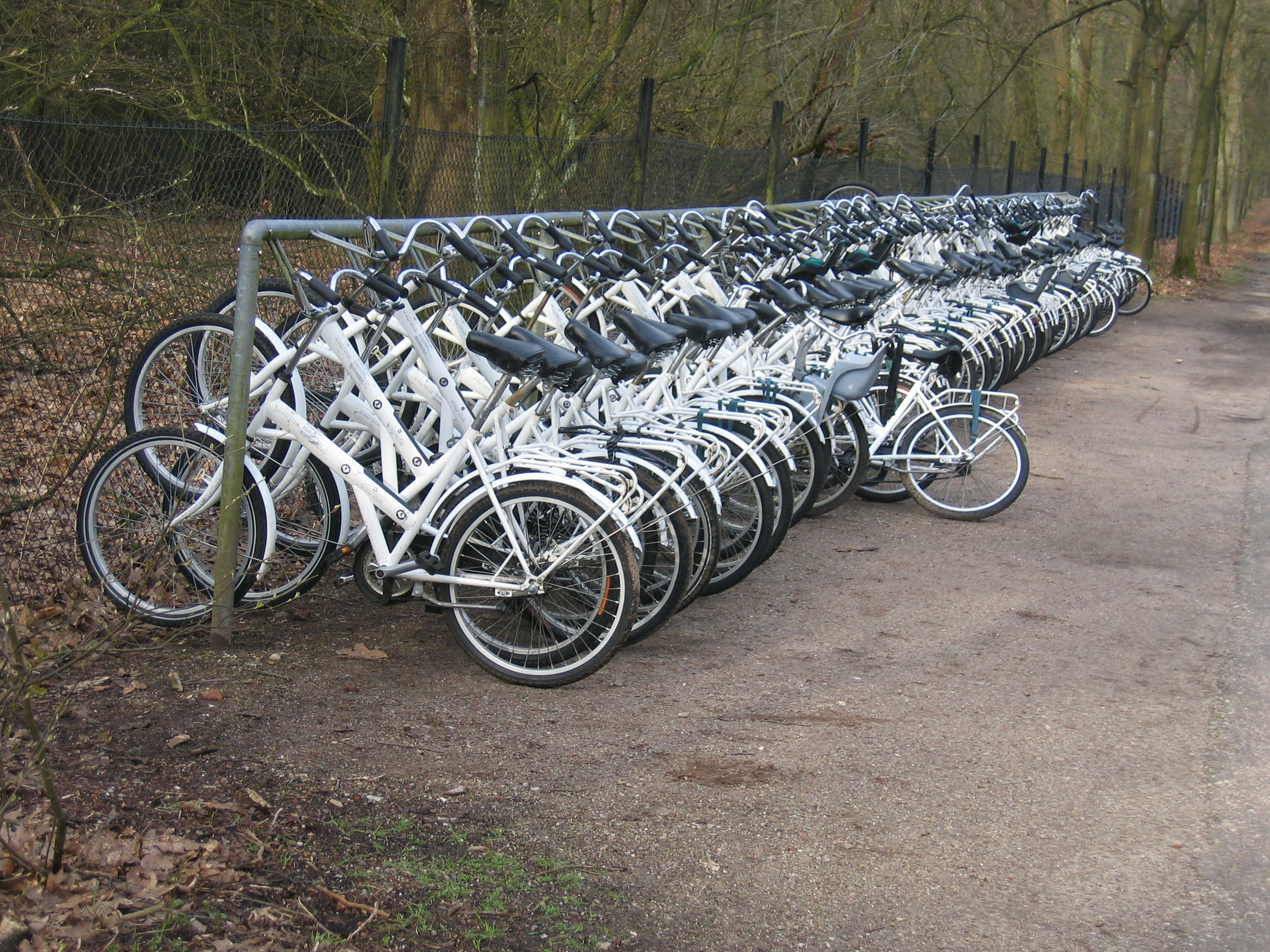
公园内停放的白色自行车

园内的自行车共享系统（bicycle sharing system）为参观者提供免费的自行车，因为该园大部分地区都是汽车不能通行的。这种自行车为纯白色。自行车在设计上充分照顾了儿童的需求，成人车均带有后座，供家长骑车带极幼儿童游园。除了成人车外，还有儿童自行车，供能够骑车的儿童骑用。自行车没有车铃和车灯，刹车装置是腳煞式，即往反方向踩就會停住。园方在公园的三个入口处、参观者中心及克勒勒-米勒博物馆、圣胡伯狩猎住宅等景点均设有白色自行车存放点，供游客取用自行车。遍布各处的白色自行车也成为了该公园的一大景观。

## 野生动物
春季该公园野生动物数量约略如下：
- 200头 马鹿（Red Deer）
- 200头 西方狍（Roe Deer）
- 50头 野猪（Wild Boar）
- 150头 欧洲盘羊（Mouflon）[8]

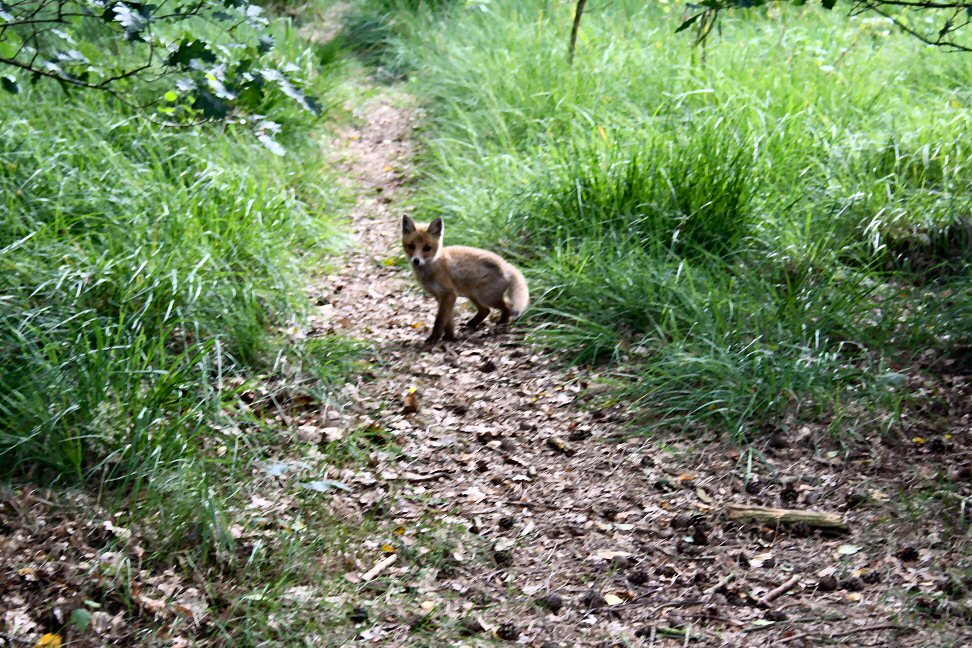
公园中的一只狐狸

其他在该公园发现的物种包括狐狸（fox），獾（badger），以及欧洲松貂（European Pine Marten）。

## 其他
KLM的新客机——一架波音777-300ER——被命名为“Nationaal Park De Hoge Veluwe”，因为该型飞机被视为其系列中效能最好且最具环境友好性的。

## 设施
骑车或开车都是游览公园的绝佳方式。在公园内， 随处都有可供使用的白色自行车带您走遍公园内部。这些都是免费使用的。除了骑车，您还可以在这里支帐篷野营，徒步，慢跑等、